# Alexandrino Faria de Alencar
Alexandrino Faria de Alencar (Rio Pardo, 12 de outubro de 1848 — Rio de Janeiro, 18 de abril de 1926) foi um almirante e político brasileiro, senador durante a República Velha (ou Primeira República). Casou com Amália Murray Simões e Santos e teve duas filhas e um filho, o ministro Armando de Alencar, do Supremo Tribunal Federal do Brasil.

## História

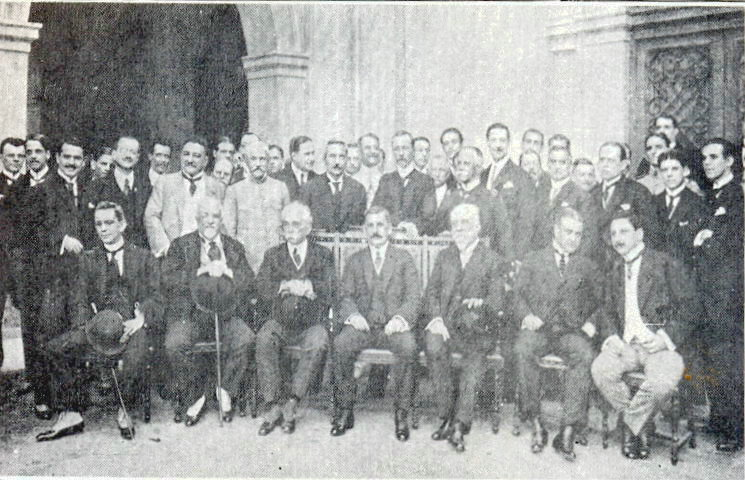
Com Venceslau Brás e outros ministros de Estado, deputados e senadores ao fundo.

Com Artur Bernardes e outros ministros de Estado (fotografia sob a guarda do Arquivo Nacional).

Filho do capitão do Exército Brasileiro Alexandrino de Alencar e de Ana Faria de Alencar. Bisneto do general francês Pedro Labatut e sobrinho-bisneto de Bárbara Pereira de Alencar, participante da Revolução Pernambucana de 1817 e da Confederação do Equador. Formou-se em engenharia naval pela Escola Naval.
Em 1893, ainda capitão de fragata, participou como um dos comandantes da Revolta da Armada, uma revolta de oficiais contra a pouca atenção dada à Marinha pelo então Presidente da República, marechal Floriano Peixoto. A revolta foi liderada pelo ex-ministro da Marinha, o contra-almirante Custódio de Mello. Alexandrino de Alencar comandou o encouraçado Aquidabã na última batalha, próxima à ilha de Anhatomirim nos arredores da cidade de Desterro, hoje Florianópolis. Ao fim da rebelião, em Abril de 1894, e por ter o ex-ministro se refugiado na Argentina, largando-o sozinho na batalha, viu-se derrotado por um cerco dos navios do marechal, incluindo o cruzador Andrada comandado pelo então capitão-tenente João Batista das Neves , e teve também de se refugiar fora do país, retornando  mais tarde, anistiado, sendo em seguida promovido a almirante da Armada brasileira.
Por esta época, recomendou o menino negro João Cândido Felisberto, que convivia com ele, à escola de Aprendizes da Marinha. João Cândido seria em 1910 o líder inconteste da Revolta da Chibata.
Alexandrino de Alencar foi ministro da Marinha sucessivamente nos governos Afonso Pena, Nilo Peçanha, Hermes da Fonseca, Venceslau Brás e Artur Bernardes, ativando a reforma geral da Armada do Brasil. Foi ministro do Supremo Tribunal Militar. Tendo servido na Guerra do Paraguai, foi condecorado tanto pelo Brasil como pela Argentina. Senador da República em 1906 e 1921.
Foi o reorganizador das forças navais brasileiras, quando à nova esquadra incorporam-se os mais poderosos navios da época, os encouraçados "São Paulo" e "Minas Gerais", os cruzadores "Rio Grande do Sul" e "Bahia" e dez contratorpedeiros. Foi o criador de vários institutos de ensino, como a Escola de Aviação Naval, em 1916.
Recebeu, também, a medalha do Mérito Militar e foi, no Império, cavaleiro da Imperial Ordem de São Bento de Avis.
Foi sepultado com honras de chefe de Estado.